# باليام
باليام (بالعبرية: פלי"ם) هي اختصار بلوغات ها يام (פלוגת הים) أي الفصيلة البحرية، كانت القوة البحرية التابعة للبلماخ.

## التاريخ
تأسست باليام في أبريل 1945 كونها الفصيلة العاشرة للبلماخ (بلوغا يود) التي انبثقت من الفصيلة البحرية للبلماخ. كان أول قائد لها أبراهام زكاي. وكانت تنتمي إلى الكتيبة الرابعة التي كانت بمثابة كتيبة أركان حرب البلماخ، ملحقة بكتيبة أركان حرب البلماخ (الكتيبة الرابعة).
كانت الفصيلة مسؤولة عن وحدات التخريب والنشاط البحري. كانت معظم أنشطتها مرتبطة بمرافقة سفن عليا بت وسفن الهجرة (منهم جميعاً 66 سفينة) التي تجلب اللاجئين اليهود من أوروبا بالقوارب، على الرغم من أن الكتاب الأبيض البريطاني لعام 1939 الذي يُقيد الهجرة اليهودية إلى فلسطين الواقعة تحت الانتداب البريطاني.
من أغسطس 1945 إلى مايو 1948، رافق حوالي سبعين من أفراد باليام ما يقرب من 70,000 مهاجر في 66 رحلة بحرية، من السويد في الشمال إلى الجزائر في الجنوب وفرنسا في الغرب إلى رومانيا في الشرق. كما رافقوا سفن الأسلحة التي جلبت أسلحة هامة خلال الحرب.
عشية الحرب العربية الإسرائيلية في 1948، تألفت باليام من حوالي أربعمائة من مشاة البحرية، منهم ثمانون من خريجي دورة ضباط البحرية التي عقدت في المدرسة البحرية بالقرب من تخنيون وسبعون منهم من خريجي دورة قادة السفن في كيبوتس سدوت يام.[بحاجة لتوضيح]
كان المقر الرئيسي لباليام يقع في كيبوتس سدوت يام، لكن كان للوحدة منشآت في كيبوتس نيف يام، معبروت، جيفات هاشلوشا، شفايم وياغور.
في 17 مارس 1948، تشكلت الخدمة البحرية (نواة سلاح البحرية الإسرائيلي) وأُمرت باليام بالانضمام لها. شكل العديد من أعضاء باليام كوادر وقيادة الخدمة البحرية. في الواقع، كان معظم قادة السفن خلال السنوات الأولى للبحرية وحتى 1975، وغالبية القيادة العليا للبحرية، من قدامى المحاربين في باليام.
شكل أعضاء باليام المتخصصون في التخريب البحري شايطيت 13، وحدة الكوماندوز البحري التابعة لجيش الدفاع الإسرائيلي.

## أفراد باليام البارزين
- يوحاي بن نون - قائد 'بلوغوت هانامال'[2]
- يغال فايس - شكل جزء من الهوليا مع يوحاي بن نون وشاؤول أورين
- يهوذا. إل. بن تسور - قائد لباليام
- أرييه كابلان - قائد لباليام. اُختير أرييه (كيبي) كأول قائد لمعسكرات المهاجرين في قبرص. أسس وحدة دفاع من بين المهاجرين، الذين كانوا يعتزمون التجنيد في البلماخ، والمصممة للتعامل مع احتياجات الأمن الداخلي ومساعدة أعضاء البلماخ في السيطرة على المخيم.
- يوسي هاريل، قائد أربع رحلات بين عامي 1946 و1948، بما في ذلك القارب «برذيدنت وارفيلد»، المعروف باسم «الخروج 1947»[3]
- دوف ماجن
- زلمان بيراخ - قائد لباليام. قاد زلمان سفينة هابالا «إنزو سيريني» التي أبحرت من شمال سافونا بإيطاليا. في 9 يناير 1946، على متن 908 مهاجر. أجبرت المدمرات البريطانية السفينة على الإبحار إلى ميناء حيفا، حيث وصلت في 17 يناير. ونزل منها المهاجرون ونقلوا إلى معسكر عتليت.
- لي سولمون - خدم مع مغاوير الجيش الأمريكي الذين نزلوا على شواطئ النورماندي، أبحر على متن سفينة ألتالينا، كما خدم على سفينة باليام. كان يعمل مع بيل غيتس قبل تأسيس مايكروسوفت وكان المحرر الفني لمجلة «بوبلار إلكترونيكس».
- شموئيل تانكوس - أصبح قائداً للبحرية[4]
- إيمانويل فاينشتاين (الذي أطلق عليه فيما بعد لوكاس فونغارد) - خدم في البحرية الملكية الكندية وساعد في تجهيز سفينة «بريذدنت وارفيلد» كسفينة تابعة للهاجاناه التي سميت الخروج 1947، بعدها انضم إلى طاقم سفينة تريدويندز (هاتيكفاه)، ثم خدم في وحدة التخريب البحرية في الهاجاناه ثم في وحدة «هابورتزيم» التي كانت تقاتل من أجل القدس. في يونيو 1948، نُقل إلى سلاح البحرية الإسرائيلي الناشئ.
- شموئيل يناي - قائد لباليام
- يوسكا ياريف - قائد لباليام
- أبراهام زكاي - أول قائد لباليام

## وصلات خارجية
- Official Website of the Palyam
- Grapevine: Honoring the past by celebrating in the present[وصلة مكسورة] Article written by Greer Fay Cashman, The Jerusalem Post,